# Rissejauratj
Rissejauratj är en sjö i Jokkmokks kommun i Lappland och ingår i Luleälvens huvudavrinningsområde. Sjön har en area på 0,0421 kvadratkilometer och ligger 485,3 meter över havet. Sjön avvattnas av vattendraget Rissebäcken.

## Delavrinningsområde
Rissejauratj ingår i det delavrinningsområde (736559-166778) som SMHI kallar för Mynnar i Råtjejåkkå. Medelhöjden är 484 meter över havet och ytan är 32,76 kvadratkilometer. Det finns inga avrinningsområden uppströms utan avrinningsområdet är högsta punkten. Rissebäcken som avvattnar avrinningsområdet har biflödesordning 5, vilket innebär att vattnet flödar genom totalt 5 vattendrag innan det når havet efter 251 kilometer. Avrinningsområdet består mestadels av skog (69 procent) och sankmarker (29 procent). Avrinningsområdet har 0,48 kvadratkilometer vattenytor vilket ger det en sjöprocent på 1,5 procent.